# 香川県立高松西高等学校
香川県立高松西高等学校（かがわけんりつたかまつにしこうとうがっこう）は、香川県高松市鬼無町山口にある公立の単位制普通科高等学校。略称は「西高（にしこう）」。

## 概略
昭和40年代後半、人口増加による生徒数の激増のため、高松市内の高等学校は全国有数のマンモス校（多生徒数）となった。市内に「新校建設を」との機運が高まり、高松市鬼無町の丘陵地に建設されることとなり、1976年11月高松高等学校に高松西高等学校設立準備室が設置された。第1期生の入学選抜は校舎建設途中であったため高松高校で行われた。この後、高松市周辺では新校建設ラッシュとなり、高松北高等学校、香川中央高等学校、高松桜井高等学校、三木高等学校が相次いで設置された。

## 沿革
- 1976年11月1日 - 設置。
- 1977年4月7日 - 開校。
- 2002年4月1日 - 2学期制に移行。
- 2006年11月8日 - 創立30周年記念式典開催。
- 2008年4月1日 - 3学期制に戻す。

## 設置学科
- 全日制
  - 普通科
  - 補習科

## 特徴
高松市西部の丘陵地にあり、教室から窓の外を見ると一面に緑の山が広がっている。校舎は0階があるなど特徴的な構造をしている。グラウンドと体育館は2つずつある。2つ目の体育館は1998年に落成している。体育館隣には「平木1号墳」と呼ばれる平木古墳群跡があり、授業の一環で生徒が訪問することもある。
6時限55分授業を採用し、通常4時間目後に設けられる昼休みは3時間目後となり（50分授業の場合3時間目後か4時間目後）、正午ごろに昼休みとなる。また、一部の日を除いて4時間目後にも昼休みが設けられており、3時間目後の昼休みを昼Ⅰ、4時間目後の昼休みを昼Ⅱとしている。これにより時間割が変則になっており、校舎の特徴と同じく、入学したばかりの学生の混乱の元になっている。なお、昼食は3時間目後の昼休みに食べる人が大半である。
2002年から2学期制がとられていたが、現在は3学期制に戻っている。
2011年度からは、朝の読書が実施されている。
山口一号線を上り終えるとある神高池には伝説の生き物「キナッシー」が住んでいるという。四国新聞の一日一言にも取り上げられた。

## 制服
2022年度末まで、制服は男子が詰襟の学生服、女子が紺のブレザーであった。
しかし、近年では、性的マイノリティーの児童や生徒への配慮が求められる中、性別にかかわらず選べる「ジェンダーレス」な制服を導入している公立高校が増加しており、高松西高校でも2025年に高校創立50周年を迎えるのを前に、2021年度から新しい制服を検討する中で、「ジェンダーレス」な制服を導入する声が上がっていた。
検討の結果、新しい制服を「ジェンダーレス」な制服とすることを決定し、2023年春からは男女とも「ジャケット」に統一、また、「スラックス」と「スカート」、「ネクタイ」と「リボン」を個人で選択できるようになった。
「ネクタイ」や「リボン」には西高カラーと呼ばれる青色と校旗に使われている「えんじ色」を使い、Westの頭文字「W」がデザインされている。
校章は男女関係なく1種類である。女子の靴下は白色である。

## 通学
学校が鬼無駅西方の丘陵地にあるため急な坂道（通称: 山口一号線）を登らなければならない。大部分の生徒は自転車通学をしており、1994年度までヘルメットの着用が義務付けられていた。山口一号線は雨の日は生徒を送迎する保護者の車で混雑する。
地形的特長からしばしば交通事故が起こるため、学校に近接する鬼無駐在所の警察官が山を登りきったあたりで立番警戒を行っている(今はあまり見られない)。また、毎月1日からの1週間を西高交通安全週間とし、その間は通学路の事故多発箇所で教師が交通指導を行っている。
鬼無地区は盆栽が世界的に有名なため通用門付近に"盆栽も交通マナーも日本一"というスローガンを掲げている。これは生徒から募集し決定されたものである。

## 交通・アクセス方法
- JR四国（予讃線）鬼無駅から徒歩15分（約1.5km）
- ことでんバス・高松西高線（行先No.21（下り） / 22（上り））: 高松西高バス停 - 2019年4月1日にルートがほぼ全面的に変更された。
- 香川県道33号高松善通寺線（旧：国道11号）

## 学校行事

### 文化祭
西高祭と呼ばれ、通年9月の第1金土曜日か第2金土曜日に行われる。金曜日は生徒・教職員のみ参加できるが、土曜日は一般公開となっており、生徒家族や地域住民、OBらが見学に来る。毎年異なる全体のテーマがあり、通例では、教室展示・屋外展示・屋台の3つに分かれて出し物をする。但し、3年生や補習科は文化祭の出し物は無く、また、金曜日のみ参加することが出来る。
一部の部活動や同好会もイベントの一環として、テーマに沿った出し物をし、例えば吹奏楽部は、開会式で演奏を行うのが一般となっている。また、開会式では1・2年生の文化祭の準備の様子がスライドショーで流されることもある。なお、文化部・同好会が総出演した年もあった。
2020年度は新型コロナウイルス感染症の影響により、通常土曜日に実施される一般公開は行わず、生徒・職員のみの非公開形式で実施される。

### 宿泊学習
1年生を対象に行われていた宿泊学習。2年の修学旅行、3年の遠足と同時期に実施された。
第1期は、高松市北東部の屋島にある香川県屋島少年自然の家で実施された。複数泊で、5分前行動など精神面を鍛えることを目的としている。内容はキャンプファイアや地引網、飯盒炊爨、山道の補修などがあった。
第2期は、宿泊場所を愛媛県大洲市にある国立大洲青少年交流の家に変更して実施された。こちらも複数泊で、小テストや自主学習と言った勉強中心の宿泊学習となっていたが、ウォークラリー、カヌー体験、キャンドルサービス等のイベントも実施され、キャンドルサービスではクラスごとにスタンツも行われた。
また、一時期スキー合宿などが実施された時期があった。
2015年を最後に宿泊学習は廃止され、代替の学校行事として、新入生の交流促進を目的としたDay Campが2016年から行われている。

### Day Camp
1年生を対象に、2年の修学旅行、3年の遠足と同週に実施されているイベント。学校や隣接する香川県鬼無植木盆栽センター、国分寺町にある香川県青年センター等で行われる。内容は宿泊学習の頃とは打って変わり、クイズやバーベキュー等、同学年内での交流を目的としたものになっている。また、Day Campという文字通り、学校施設や青少年交流の家への宿泊は実施されず、イベントは1日で終わる。
通常は2年生の修学旅行や3年生の遠足と同時期に実施されるが、2020年度は新型コロナウイルス感染症の影響により、本来なら1日かけて行われる行事を一部縮小し、10月に実施される予定である。

### 修学旅行
2年生を対象に、1年のDay Camp、3年の遠足と同時期に実施されている。開校当初は信州や富士山、鎌倉が中心。1992年から2002年までは韓国への修学旅行が実施されていたが、昨今の朝鮮半島情勢の不安定化により中止となった。また北京への修学旅行も計画されたが、これもSARS流行・反日デモなどの理由から中止されており、2003年以降は行き先が国内のみとなった。特に北海道への修学旅行が多く、2007年からは毎年北海道が行き先に選ばれている。
2020年は台湾コースと北海道コースの希望制であったが、新型コロナウイルス感染症の影響により、台湾コースが中止となり、同年10月20日から23日の日程で、全員北海道コースでの修学旅行を実施した。
2024年は台湾コースと北海道コースの希望制で、同年6月18日から21日の日程で実施した。

### 体育祭
体育祭では伝統行事として、3年生のみ仮装と盆踊りが行われている。仮装では、毎年クラスごとにテーマを設定し、ユーモアに富んだ衣装を生徒とクラス担任で協力して製作し、開会式の行進に参加する。盆踊りでは体育の時間に練習した踊りを、浴衣を着て披露する。雨天の場合は競技数を削減した上で、体育館で行われることになるが、仮装と盆踊りは雨天の場合でも実施される。
通常は5月に行われる体育祭だが、2020年度は新型コロナウイルス感染症の影響により、日程を9月23日に変更し、場所も西高体育館から高松市総合体育館に変更されて行われた。

## 部活動
最近では、運動部では水泳部とアーチェリー部、応援部、文化部では放送部とコーラス部が特に好成績をとっている。

### 運動部
- 野球部
  - 選抜高等学校野球大会出場1回
- 卓球部
- 剣道部（四国大会出場）
- 陸上競技部
- 水泳部 
  - 四国総体、インターハイ出場多数
- サッカー部
- バレーボール部
- バドミントン部（女子インターハイ、四国大会出場常連）
- バスケットボール部
- ソフトテニス部
- ハンドボール部（男子県内の強豪）
- テニス部
- アーチェリー部 
  - インターハイ連年出場[6]
- 弓道部
- 応援部
  - 2009年、県高野連から応援優秀賞受賞
  - 2011年、県高野連から応援最優秀賞受賞[7]

### 文化部
- 放送部 
  - 2008年、全国大会朗読部門で優秀賞など[8]
- 書道部
- コーラス部 
  - 2010年、全日本合唱コンクール香川県大会で金賞など[9]
- 吹奏楽部
- 理学部
- 写真部
- 美術部
- 文芸部
- 演劇部
- 茶道部
- ダンス部
- 軽音学部

### 同好会
- ESS同好会

## 出身者
- 飯間浩明 - 辞書編纂者
- 太田愛 - 脚本家
- つげのり子 - 作家、皇室ライター
- 吉田誠 - 立命館大学教授、日本労働社会学会代表幹事
- 木内晶子 - 女優
- 佐々木貴賀 - 元北海道日本ハムファイターズ投手
- 徳田憲治 - スムルース、ボーカル&ギター
- 高木芳基 - ザ・マスミサイル、ボーカル・ハープ（ブルースハーモニカ）
- ダイスケはん - マキシマム ザ ホルモン、ボーカル
- 森正人 (地理学者)- 三重大学准教授
- 穴吹育大 - 読売ジャイアンツトレーニングコーチ
- 村上涼 - 撮影監督・カメラマン
- 岸下恵介-岡山放送アナウンサー
- 釜次智久-映画監督・脚本家